# مقاطعة كوويتا (جورجيا)
مقاطعة كوويتا (بالإنجليزية: Coweta County)‏ هي إحدى المقاطعات في ولاية جورجيا في الولايات المتحدة الأمريكية.

## أعلام
- إرسكين كالدويل